# Singanhoe
 (avril 2025).
 (mars 2023).
Le Singanhoe (hangeul : 신간회 ; hanja : 新幹會) est une association indépendantiste coréenne crée le 15 février 1927 et dissoute en 1931. Elle a pour particularité de réunir à la fois les tendances nationalistes et les tendances socialistes de l'indépendantisme coréen. Elle regroupe à son plus fort jusqu'à 30 000-40 000 membres, mais est minée par les dissentions politiques internes qui cause sa dissolution.
Son premier président est Yi Sang-jae.